# Colonia Capului
Colonia Capului a fost inițial o colonie olandeză, ulterior colonie britanică care actual se află în statul Africa de Sud. În perioada în care ocupa cea mai mare suprafață, colonia se întindea din sud și vest de la Oceanul Atlantic, la est ajungea până la Great Fish River, iar limita de nord era Fluviul Orange.
Istoria coloniei începe din anul 1652 când a fost întemeiat orașul Cape Town de "Jan van Riebeeck", el fiind trimis de Compania Indiilor Olandeze de Est. Orașul era un port important pentru navele olandeze. În 1795 în timpul Războaielor Revoluției Franceze, Marea Britanie ocupă regiunea la care apoi renunță în 1803. Colonia va fi în 1806 după bătălia de la Blauberg (Muntele Albastru) reocupată de Marea Britanie, cu scopul de a nu permite navelor comerciale franceze din timpul lui Napoleon să ajungă în Orientul Îndepărtat. La 8 ianuarie 1806 Colonia Capului devine colonie britanică, ea rămâne colonie până la data de 31 mai 1910 când ea face parte din Uniunea Africii de Sud statul predecesor al Republicii Africa de Sud.